# Рутенийтантал
Рутенийтантал — бинарное неорганическое соединение
тантала и рутения
с формулой TaRu,
кристаллы.

## Получение
- Сплавление стехиометрических количеств чистых веществ:

{\displaystyle {\mathsf {Ta+Ru\ {\xrightarrow {2080^{o}C}}\ TaRu}}}

## Физические свойства
Рутенийтантал образует кристаллы
ромбической сингонии, пространственная группа C mmm, параметры ячейки a = 0,4351 нм, b = 0,4199 нм, c = 0,3388 нм, Z = 2.
При температуре ≈800°C происходит переход в фазу
тетрагональной сингонии, пространственная группа P 4/mmm, параметры ячейки a = 0,3100 нм, c = 0,3340 нм, Z = 1,
структура типа медьзолота AuCu.
При температуре ≈1300°C происходит переход в фазу
кубической сингонии, пространственная группа P m3m, параметры ячейки a = 0,3187 нм, Z = 1,
структура типа хлорида цезия CsCl
.
Соединение разлагается при температуре ≈2080°C
и имеет область гомогенности 38÷60 ат.% тантала .